# Marie Treibert
 (mars 2023).
Marie Treibert est une autrice et vulgarisatrice scientifique, créatrice de la chaîne Youtube La Boîte à curiosités. Elle vulgarise les sciences naturelles en mêlant rigueur, enquêtes sur le terrain et humour,. Elle est aussi vidéaste, autrice, et humoriste.

## Études et carrière
Marie Treibert étudie les métiers d'arts à l'École nationale supérieure des arts appliqués et des métiers d'art (ENSAAMA Olivier de Serres) de Paris dans le but de travailler en muséologie. Elle effectue deux stages au Muséum national d'Histoire naturelle de Paris, dans les ateliers de sculpture, taxidermie, moulage et dégagement en paléontologie.
En juin 2019, après avoir remporté un appel à projets avec Golden Moustache, elle lance sa chaîne YouTube de vulgarisation scientifique La Boîte à curiosités dans laquelle elle vulgarise les sciences naturelles de manière ludique et insolite. Elle travaille avec des scientifiques et personnes expertes afin de produire des contenus de vulgarisation de qualité et sourcés .
En 2020, elle collabore avec le CNRS sur la chaîne Zeste de science et participe à des vidéos live dans des laboratoires scientifiques.
En 2021, elle publie deux livres de vulgarisation des sciences : La Boîte à curiosités, une aventure drôle et insolite au cœur du vivant aux éditions De Boeck supérieur, et Bizarroïdes ! La vie secrète des animaux les plus étranges aux éditions Larousse.
La même année, elle participe au Vortex dans plusieurs épisodes, la chaine YouTube de vulgarisation scientifique de la chaine Arte.
En 2022, elle coanime l'émission SCOPE sur la chaîne Twitch d'Arte avec Valentine Delattre, et multiplie les actions de médiation scientifique en créant et participant à des podcasts, conférences et émissions radio,.
En septembre 2022, Marie Treibert remporte le grand prix de la résidence documentaire Frames, explorer le réel à Avignon avec son projet Les Carnets du vivant, puis en novembre 2022 elle remporte le prix E-toiles de science de vulgarisation scientifique à l'Institut de physique du globe de Paris pour sa vidéo : j'ai trouvé un fossile en or sur sa chaîne Youtube. Elle collabore également avec de nombreuses autres institutions scientifiques, comme le Muséum national d'Histoire naturelle de Paris à l'occasion de l'exposition Mini Monstres, ou encore l'Institut de recherche pour le développement à l'occasion de la journée internationale des droits des femmes.
Elle intègre également l'équipe de vulgarisateurs scientifiques de la chaîne YouTube Avides de recherche , une émission du magazine Mondes sociaux.
En 2022 et 2023, Marie Treibert participe à des expéditions scientifiques en tant que vidéaste et vulgarisatrice scientifique, récemment lors d'une campagne de fouilles paléontologiques à Canjuers dans le sud de la France, puis en Équateur pour parler de la déforestation sur place, puis à Trinité-et-Tobago pour suivre le travail des biologistes sur les chauve-souris locales, ou encore en mer Méditerranée filmer une mission de collecte de données sur les menaces qui pèsent sur les cétacés.
En 2023 Marie Treibert continue de co-écrire et co-animer l'émission SCOPE avec Pierre Girard et Alexandra Delbot pour Arte, sur leurs plateformes de streaming en direct Twitch et Youtube. Elle y reçoit des experts en plateau, comme le prix Nobel Alain Aspect pour aborder des grandes thématiques scientifiques.
En juin 2024, elle signe une tribune appelant à voter « contre l’extrême droite et pour le Nouveau Front populaire » aux élections législatives anticipées des 30 juin et 7 juillet 2024.
Le 13 octobre 2024, Marie effectue en direct depuis l'Européen à Paris une chronique dans la nouvelle émission de Guillaume Meurice, La Dernière, pour Radio Nova, avec comme thématique les biais d'études des femelles non humaines et les dernières découvertes scientifiques réalisées à leur sujet.
Le 29 Juin 2025, Marie effectue une chronique en binôme avec l'humoriste Mamari devant 1800 personnes au Théâtre du Châtelet à Paris à l'occasion de la dernière Dernière de la saison.

## Publications
- La Boite à curiosités, éditions De Boeck Supérieur, 2021[24]
- Bizarroïdes ! La vie secrète des animaux les plus étranges, éditions Larousse, 2021[25]
- Petites folies du vivant, anecdotes insolites sur les animaux, éditions De Boeck supérieur, 2023

## Audiovisuel
- 2021 : Invitée à l'émission Le Débat de midi sur le thème « La vulgarisation est-elle vulgaire ? » sur France Inter[26]
- 2021-2022 : Podcast Bête de Science pour Futura[27]
- 2022 : Série audio La 6e Extinction sur Numérama[28]
- 2022 : Podcast Bestioles du Muséum national d'histoire naturelle pour France Inter[29],[30]
- 2022 : Vortex sur Arte[31],[32],[33]
- 2023 : Préparation et co-animation de l'émission en direct SCOPE pour la chaine Twitch de Arte
- 2024 : Chronique dans l'émission La Dernière sur Radio Nova

## Distinctions
- 2019 : Lauréate de l'appel à projets Talent booster organisé par Golden Moustache pour la chaîne Youtube La Boite à curiosités[34]
- 2022 : Grand prix de la résidence  « Explorer le réel »" du Frames festival pour le projet Les Carnets du vivant[35]
- 2022 : Grand prix de la vulgarisation E-toiles sciences du festival Pariscience pour la vidéo J'ai trouvé un fossile en or[35]